# Hésingue
Hésingue (deutsch Häsingen, elsässisch Häsiga) ist eine französische Gemeinde mit 2902 Einwohnern (Stand 1. Januar 2022) im Département Haut-Rhin in der Region Grand Est (bis 2015 Elsass). Sie gehört zum Kanton Saint-Louis.

## Geografie
Hésingue liegt am östlichen Rande des Sundgaus, sechs Kilometer nordwestlich des Basler Stadtzentrums und etwa 25 Kilometer südöstlich von Mülhausen. Nachbargemeinden sind Blotzheim im Norden, Saint-Louis im Osten, Hégenheim im Süden, Buschwiller im Südosten, Attenschwiller im Westen sowie Michelbach-le-Bas im Nordwesten. Ein Teil des Flughafens Basel-Mülhausen liegt auf dem Gebiet der Gemeinde Hésingue.

## Geschichte
Bei archäologischen Ausgrabungen auf dem Gemeindegebiet wurden Artefakte aus der Jungsteinzeit (5500 bis 4500 v. Chr.) und der Bronzezeit (2200 bis 1200 v. Chr.) entdeckt. Ab dem 2. Jahrhundert v. Chr. siedelte der keltische Stamm der Rauriker in der Region. In gallo-römischer Zeit (52 v. Chr. bis 5. Jahrhundert) lag Hésingue an der Römerstraße von Basel (Arialbinnum) nach Illzach (Uruncis). Laut Joseph Schmidlin (1876–1944) steht die Kirche von Hésingue auf dem Platz eines römischen Wachturms. Bei Erdarbeiten wurden Depotfunde gemacht, die römische Münzen enthielten, die vor allem das Konterfei der römischen Kaiser Aurelian (214–275) und Maximinus Thrax (um 172–238) trugen. Im 5. Jahrhundert war die Region von Alamannen besetzt, später folgten ihnen die Franken. 
Die Entstehung des Ortsnamens fällt in die Zeit der Fränkischen Landnahme, er setzt sich aus dem germanischen Namen „Hasso“ und der Ortsnamensendung -ingen zusammen. Die älteste erhaltene Erwähnung als Hassinga stammt von 831. Der Ort gehörte zur Fürstabtei Murbach und bildete eine Exklave, die zu keinem der drei Ämter der Fürstabtei gehörte.
Von 1871 bis zum Ende des Ersten Weltkriegs gehörte Häsingen als Teil des Reichslandes Elsaß-Lothringen zum Deutschen Reich und war dem Kreis Mülhausen im Bezirk Oberelsaß zugeordnet.
Bevölkerungsentwicklung
| Jahr      | 1910  | 1962 | 1968 | 1975 | 1982 | 1990 | 1999 | 2007 | 2016 |
| --------- | ----- | ---- | ---- | ---- | ---- | ---- | ---- | ---- | ---- |
| Einwohner | 1.379 | 1438 | 1499 | 1657 | 1632 | 1713 | 1921 | 2370 | 2694 |

Kirche St. Laurentius
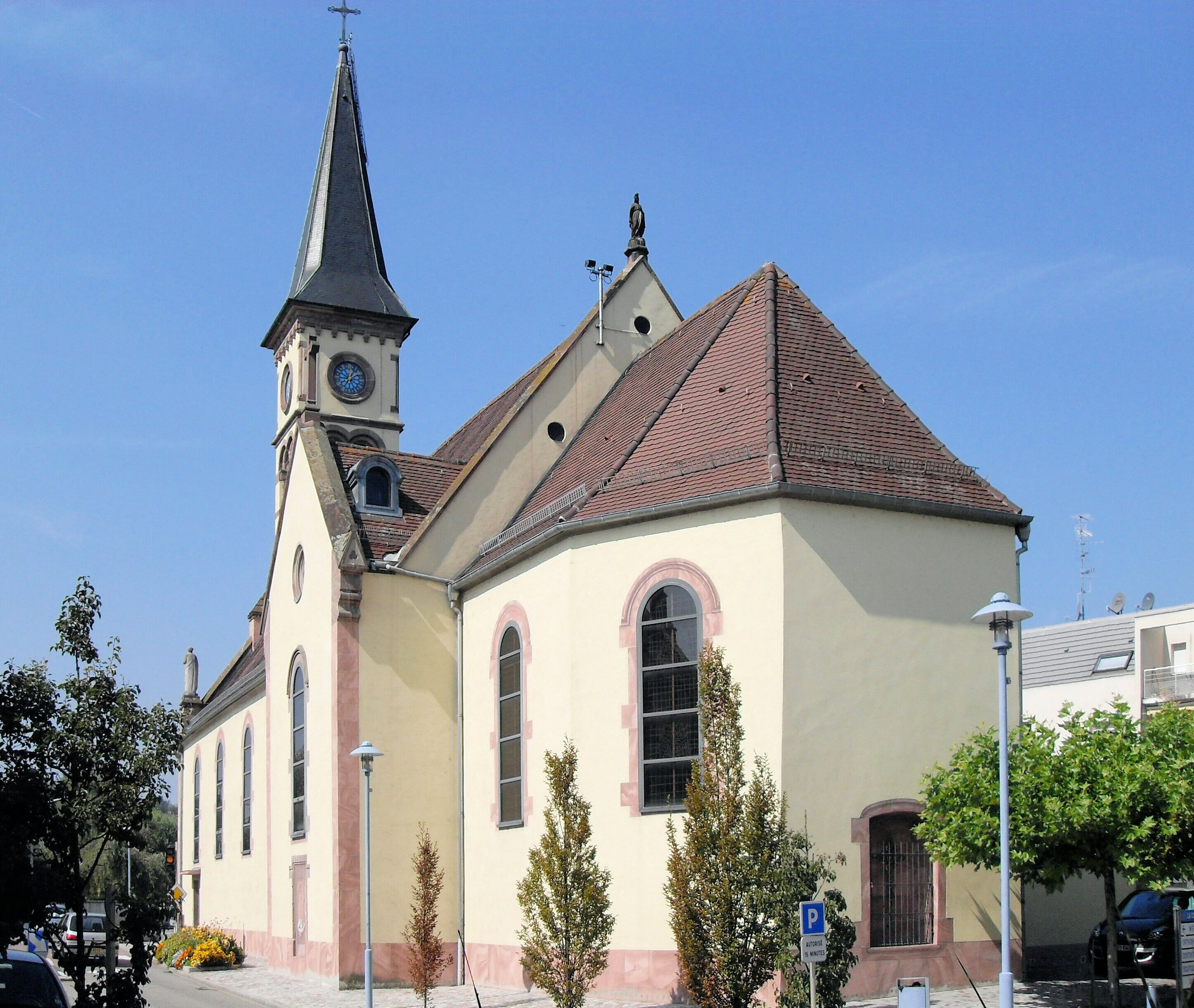
Ostseite
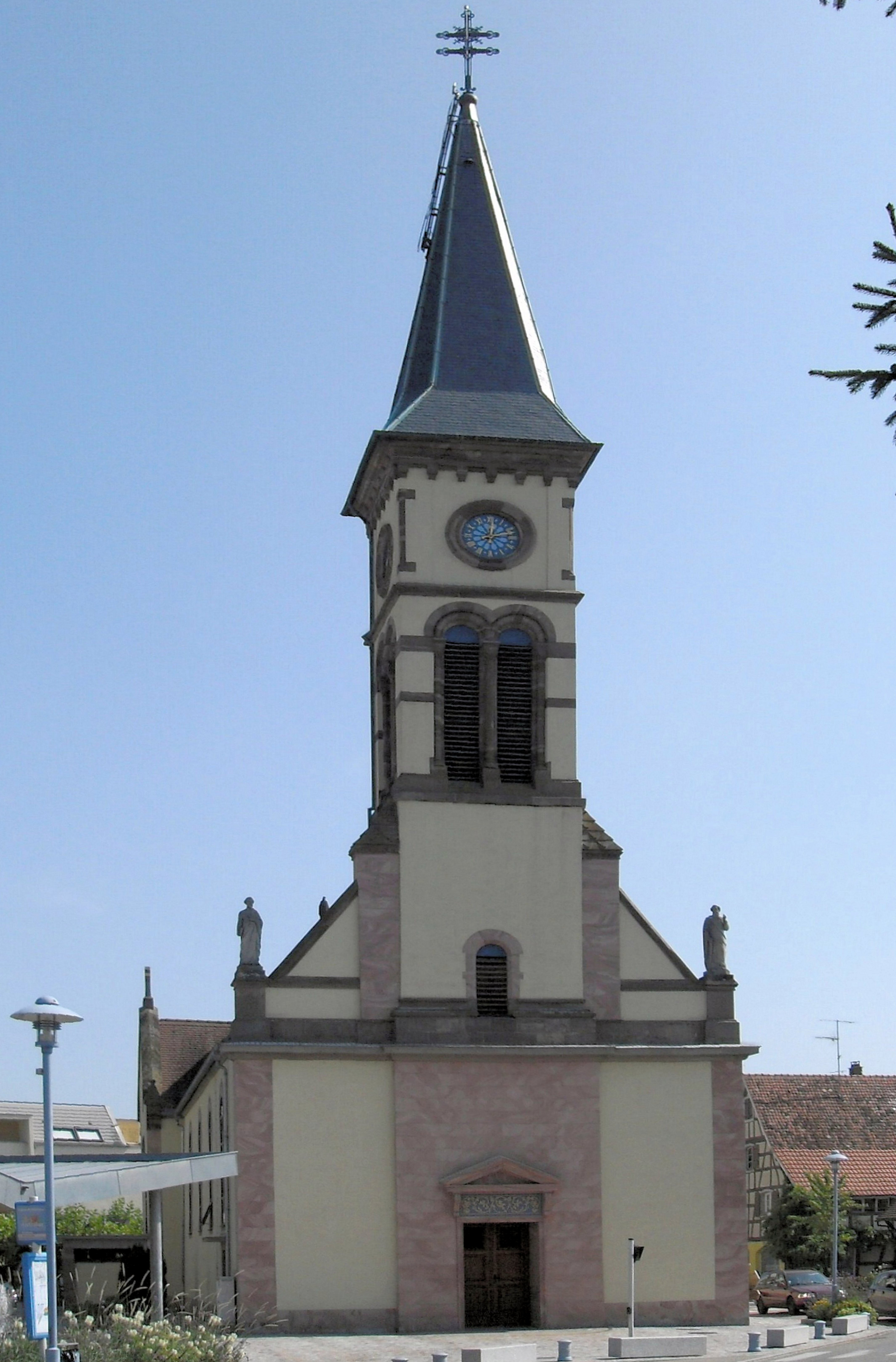
Westseite

## Städtepartnerschaften
Hésingue unterhält eine Gemeindepartnerschaft mit Grenade-sur-l’Adour in der Region Aquitanien.

## Wirtschaft
Haupterwerbszweige der Hésinguois sind Gemüsebau, Ackerbau, Weinbau, Obstbau und die Zucht von Hausrindern und Hausschweinen. Es gibt eine Landwirtschaftsgenossenschaft und eine Cidrerie vor Ort. Die Cidrerie befindet sich in einer ehemaligen Mühle, die schon 1493 urkundlich erwähnt wurde. Das heutige Gebäude wurde 1780 erbaut und 1928 in eine Cidrerie umgewandelt. Die Firma SAF - Société alsacienne de fabrication produziert Verschlüsse für die Luxusindustrie wie Parfum und Kosmetik. 2023 setzte sie ca. 23 Mio. € mit 50 bis 99 Mitarbeitern um.